# Pro Wrestling (jeu vidéo, 1986, Sega)
Pour les articles homonymes, voir Pro Wrestling.
Pro Wrestling est un jeu vidéo de catch développé par Sega, et sorti sur la Sega Master System en 1986. Au Japon, ce jeu est connu sous le nom Gokuaku Doumei Dump Matsumoto. Un portage arcade fut connu sous le nom Dump Matsumoto au Japon et Body Slam aux États-Unis.

## Système de jeu
Le jeu permet d'incarner des catcheuses dans des matchs par équipe ; le système de jeu permet d'effectuer des coups, des prises de catch, et des prises de soumission. Le jeu est le premier jeu vidéo de catch où l'on pouvait utiliser des objets pour attaquer ses opposantes ; dans la version Master System, il s'agit d'une chaise ou d'un bâton.
Dans sa version originale japonaise, le jeu permettait d'incarner des équipes de catcheuses féminines ; cependant, contrairement à ce que certaines sources affirment, ce n'est pas le premier jeu vidéo de catch où l'on ne peut incarner que des femmes (il s'agit de Miku to Shrori no Nyan Nyan Professional Wrestling sur PC-88). Les catcheuses que l'on peut incarner sont les Fresh Gals, les Jumping Bomb Angels, les Crush Gals et Gokuaku, la faction de Dump Matsumoto.
Dans la version américaine, les catcheuses ont été remplacées par des catcheurs.
Un portage Commodore 64 fut développé par Software Creations, mais fut annulé avant la sortie.

## Accueil
À sa sortie, le magazine Tilt note un jeu "trop embrouillé", de par la taille réduite des personnages, qui rend le jeu peu lisible, et un aspect graphique correct malgré des décors laids et des graphismes trop enfantins ; le magazine note aussi la qualité de la musique et le potentiel au niveau stratégie qui se révèle après une longue pratique. Le jeu est comparé défavorablement au Pro Wrestling qui sort sur NES au même moment,. Le magazine lui attribue la note de 9/20. Le magazine Arcades, quant à lui, note également la qualité correcte de la musique, mais qualifie les graphismes de "moches" et l'animation de "franchement ratée". Le magazine Génération 4 lui attribue la note de 79%.